# Chłopiec i czapla
Chłopiec i czapla (jap. 君たちはどう生きるか Kimi-tachi wa dō ikiru ka) – japoński film animowany w reżyserii Hayao Miyazakiego, wyprodukowany przez Studio Ghibli. Jego japońska premiera miała miejsce 14 lipca 2023 r. Polska premiera kinowa miała miejsce 19 stycznia 2024 r. (30 września 2023 r. film był prezentowany na festiwalu Młode Horyzonty).

## Tytuł
Japoński tytuł oznacza dosłownie Jak żyjecie? i odnosi się do książki z 1937 r. autorstwa Genzaburo Yoshino, jednej z ulubionych powieści reżysera.
W Stanach Zjednoczonych film będzie dystrybuowany pod tytułem The Boy and the Heron, a w Polsce analogicznie jako Chłopiec i czapla.

## Fabuła
Głównym bohaterem filmu jest Mahito Maki, japoński chłopiec dorastający w czasach II wojny światowej. W związku z nalotami jego rodzina przenosi się na przedmieścia. Mahito nie może zaprzyjaźnić się z nikim w nowej szkole. Ma także problemy rodzinne: jego matka zginęła w trakcie nalotów na Tokio, a ojciec ożenił się z jej siostrą; chłopiec nie jest w stanie zaakceptować nowej żony ojca w roli macochy.
Pewnego dnia Mahito znajduje książkę Kimi-tachi wa dō ikiru ka, która kiedyś należała do jego matki. Zanim ma jednak okazję ją przeczytać, dowiaduje się, że jego macocha zaginęła w pobliskim lesie. Szukając jej, Mahito trafia do niezwykłego świata, gdzie towarzyszy mu mówiąca czapla.

## Obsada
- Soma Santoki jako Mahito Maki[7]
- Takuya Kimura jako ojciec Mahito[7]

## Kulisy powstania
W 2016 r. Hayao Miyazaki ogłosił, że - wbrew wcześniejszym zapowiedziom - nie wybiera się na emeryturę i planuje prace nad kolejnym filmem.
W 2017 r ogłoszono, że film będzie nosił tytuł 君たちはどう生きるか (Kimi-tachi wa dō ikiru ka, ang. How do you live?), co wywołało spekulacje, że dzieło Miyzakiego będzie adaptacją lub będzie wykorzystać motywy z książki Genzaburo Yoshino.
W grudniu 2022 r. opublikowano plakat promujący film i ogłoszono datę japońskiej premiery (14 lipca 2023 r.). Producent Toshio Suzuki zdecydował, że do momentu premiery filmu nie będą promować żadne inne plakaty, trailery ani pozostałe elementy, tradycyjnie wykorzystywane w kampaniach marketingowych.

## Nagrody i nominacje
| Nagroda                                                         | Data            | Kategoria                                                | Odbiorca          | Wynik      | Źródło |
| --------------------------------------------------------------- | --------------- | -------------------------------------------------------- | ----------------- | ---------- | ------ |
| Złoty Glob                                                      | 7 stycznia 2024 | Najlepszy film animowany                                 | Chłopiec i czapla | Zwycięstwo | [ 11 ] |
| Złoty Glob                                                      | 7 stycznia 2024 | Najlepsza muzyka                                         | Joe Hisashi       | Nominacja  | [ 11 ] |
| Nagroda Brytyjskiej Akademii Filmowej (BAFTA)                   | 18 lutego 2024  | Najlepszy pełnometrażowy film animowany                  | Chłopiec i czapla | Zwycięstwo | [ 12 ] |
| Nagroda Akademii Filmowej                                       | 10 marca 2024   | Najlepszy pełnometrażowy film animowany                  | Chłopiec i czapla | Zwycięstwo | [ 13 ] |
| Międzynarodowe Stowarzyszenie Twórców Filmu Animowanego (Annie) | 17 lutego 2024  | Najlepszy storyboarding                                  | Hayao Miyazaki    | Zwycięstwo | [ 14 ] |
| Międzynarodowe Stowarzyszenie Twórców Filmu Animowanego (Annie) | 17 lutego 2024  | Najlepsza animacja postaci                               | Takeshi Honda     | Zwycięstwo | [ 14 ] |
| Międzynarodowe Stowarzyszenie Twórców Filmu Animowanego (Annie) | 17 lutego 2024  | Najlepszy pełnometrażowy film animowany                  | Chłopiec i czapla | Nominacja  | [ 14 ] |
| Międzynarodowe Stowarzyszenie Twórców Filmu Animowanego (Annie) | 17 lutego 2024  | Najlepsza muzyka                                         | Joe Hisaishi      | Nominacja  | [ 14 ] |
| Międzynarodowe Stowarzyszenie Twórców Filmu Animowanego (Annie) | 17 lutego 2024  | Najlepsza reżyseria                                      | Hayao Miyazaki    | Nominacja  | [ 14 ] |
| Międzynarodowe Stowarzyszenie Twórców Filmu Animowanego (Annie) | 17 lutego 2024  | Najlepszy scenariusz                                     | Hayao Miyazaki    | Nominacja  | [ 14 ] |
| Międzynarodowe Stowarzyszenie Twórców Filmu Animowanego (Annie) | 17 lutego 2024  | Najlepsza scenografia                                    | Yôji Takeshige    | Nominacja  | [ 14 ] |
| Nagroda Satelita                                                | 17 lutego 2024  | Najlepszy film animowany lub łączący w sobie różne media | Chłopiec i czapla | Zwycięstwo | [ 15 ] |